# ペニー・リック

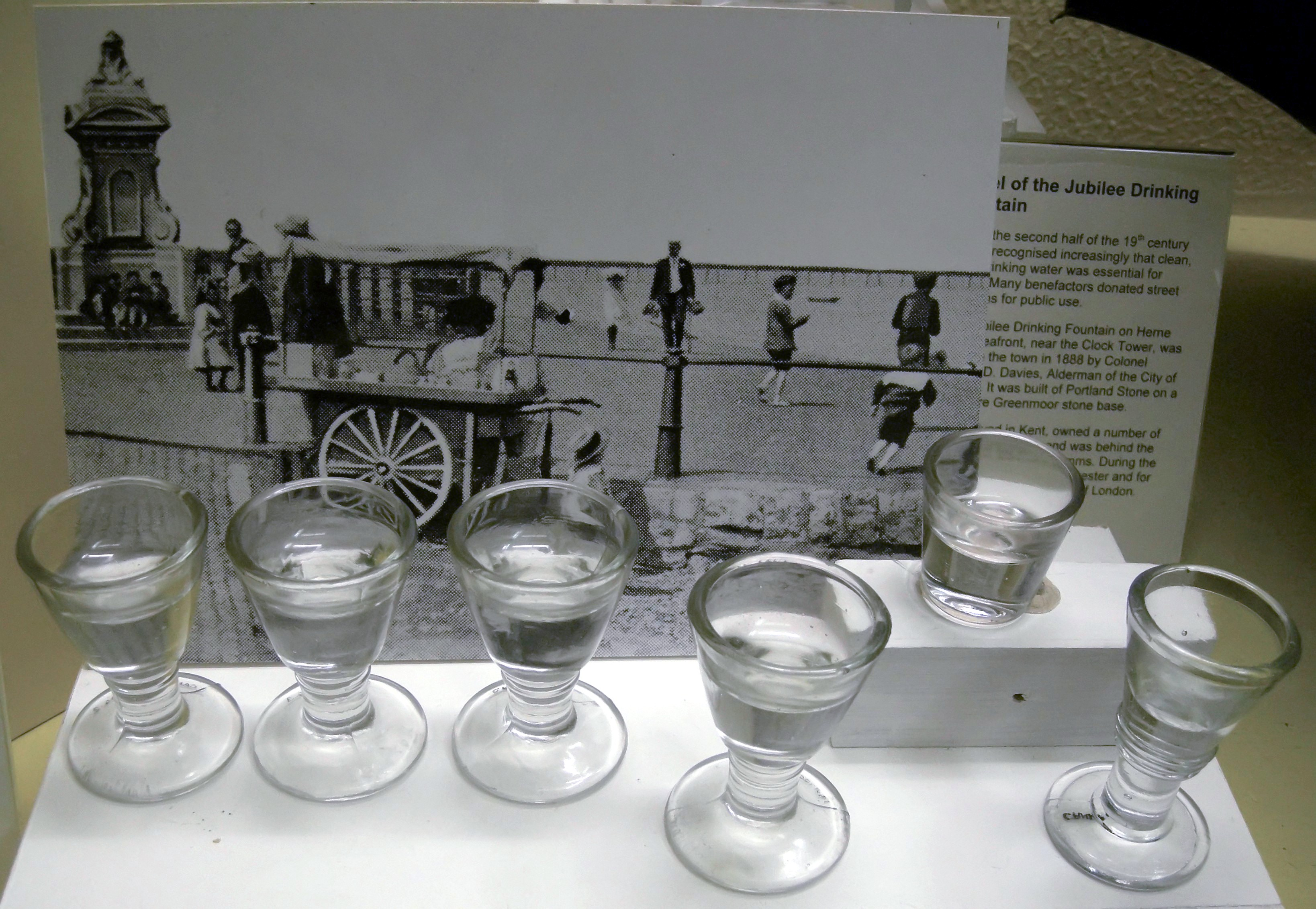
Herne Bay Museum and Gallery所蔵のペニー・リック

ペニー・リック（英語: penny lick）は、19世紀のロンドンでアイスクリームを入れて販売していた専用の小さなグラス。
ロンドンでは、19世紀半ばになるとアイスクリームは手ごろな菓子として街頭で販売されるようになっていた。販売価格は1ペニーで、量もわずかなもの（数回舐めたら完食するような量）だったが、ペニー・リックはグラスの底が厚く、円錐形になっており、少量のアイスクリームでも多く入っているように錯覚を起こさせた。ペニー・リックにはさらに小さい「半ペニー・リック」、大きい「2ペニー・リック」もあった。
客はアイスクリームの入ったグラスをきれいに舐めて販売者に返すのだが、販売者はグラスを洗わずに次の客へと使いまわしていた。結核の流行が起きた際に、イギリスの医学界は、このペニー・リックが感染源ではないかと考えた。1879年にはコレラの発生がガラス食器の使いまわしが原因であるとする医学報告書が提出されており、ロンドンでは1899年にペニー・リックの使用を禁止した。一部の販売者は1920年代から1930年代になってもペニー・リックを使って販売を続けていたが、アイスクリーム・コーンの使用が普及したことで、ペニー・リックは使われなくなっていった。
「ペニー（penny）」は販売価格である「1ペニー」、「リック（lick）」は「舐める」の意である。
今日では、ペニー・リックは希少なコレクターズアイテムとなっている。